# Перед закатом
«Перед закатом» (англ. Before Sunset) — кинофильм 2004 года, продолжение фильма «Перед рассветом» (1995). Сценарий написан режиссёром Ричардом Линклейтером совместно с актёрами, исполнившими главные роли в обоих фильмах — Итаном Хоуком и Жюли Дельпи. Оба актёра включили в сценарий элементы своей личной жизни, такие как несложившаяся и закончившаяся разводом семейная жизнь Хоука (с Умой Турман) и тот факт, что Дельпи действительно жила несколько лет в Нью-Йорке.
Премьера фильма состоялась 10 февраля 2004 года на Берлинском кинофестивале. Выпущен в прокат 17 июня. Фильм был номинирован на премию «Оскар» за лучший адаптированный сценарий (победа досталась авторам сценария фильма «На обочине»).
Рекламный слоган: «Что если вам предоставится ещё один шанс, которым вы однажды не воспользовались?»

## Сюжет
Американец Джесси (Итан Хоук) и француженка Селин (Жюли Дельпи) вновь встречаются девять лет спустя после ночи, в которую происходит действие фильма «Перед рассветом». Джесси написал книгу, ставшую в США бестселлером, в основу которой легла встреча с Селин, и приезжает в Европу на пресс-конференции и творческие встречи с читателями. На одну из таких встреч, организованную в парижском книжном магазине, приходит живущая в Париже Селин, увидев за месяц до того в своём любимом книжном магазине афишу встречи с писателем и фотографию Джесси на ней. Джесси скоро нужно отправляться в аэропорт, и у них есть лишь очень немного времени.
В начале фильма раскрывается вопрос о том, встретились ли они через шесть месяцев после первой встречи в Вене, как договаривались. Джесси приезжал в Вену, а Селин не смогла приехать, поскольку умерла её бабушка (к которой она ездила в первом фильме), и в день их запланированной встречи проходили её похороны. Влюблённые даже не обменялись адресами и телефонами, встретиться вновь им удалось только сейчас.
Они отправляются в кафе, затем около часа гуляют по Парижу, катаются по Сене, рассказывая друг другу о своей жизни, ведут трудные для обоих беседы философского характера. Джесси всячески пытается отложить момент их расставания, в итоге договаривается с шофёром подвезти Селин домой по дороге в аэропорт, чтобы продолжить разговор в машине. Из разговора по пути им становится ясно, что они оба глубоко несчастны в личной жизни, и что на их жизни существенно повлияла их встреча девять лет назад. Действие фильма заканчивается в квартире Селин, где она по просьбе Джесси поёт одну из своих песен под гитару, предлагает ему ромашковый чай и танцует под музыку Нины Симон. Концовка второй истории Джесси и Селин, как и первого фильма, неоднозначна и оставляет зрителя гадать о том, что произошло с героями дальше. Последние слова главных героев:
Селин: «Милый, ты пропустишь самолёт».
Джесси: «Я знаю».

## В ролях
| Актёр          | Роль              |
| -------------- | ----------------- |
| Итан Хоук      | Джесси            |
| Жюли Дельпи    | Селин             |
| Вернон Добчефф | менеджер магазина |
| Родольф Поли   | журналист         |
| Мари Пийе      |                   |
| Альбер Дельпи  |                   |

## Создание
- Жюли Дельпи выступила в фильме в качестве сценариста, композитора и исполнительницы одной из главных ролей
- Жюли Дельпи сама написала песню, которую исполняет в фильме под гитару. В 2003 году она выпустила музыкальный альбом Julie Delpy, три песни из которого вошли в саундтрек к фильму: A Waltz For A Night, An Ocean Apart и Je t’aime tant.
- В фильме в эпизодических ролях снялись родители Жюли Дельпи — Мари Пийе (женщина во дворе Селин, проходящая с белой салатницей мимо главных героев) и Альбер Дельпи (бородатый мужчина за грилем во дворе Селин). Кроме того, в конце фильма на стене в квартире Селин можно видеть реальные фотографии из детства Дельпи.

## Награды и номинации
- 2004 — участие в конкурсной программе Берлинского кинофестиваля.
- 2004 — Специальное упоминание Национального совета кинокритиков США.
- 2005 — номинация на премию «Оскар» за лучший адаптированный сценарий (Ричард Линклейтер, Итан Хоук, Жюли Дельпи, Ким Кризан).
- 2005 — номинация на премию «Бодил» за лучший американский фильм (Ричард Линклейтер).
- 2005 — номинация на премию «Независимый дух» за лучший сценарий (Ричард Линклейтер, Итан Хоук, Жюли Дельпи).
- 2005 — номинация на премию Гильдии сценаристов США за лучший адаптированный сценарий (Ричард Линклейтер, Итан Хоук, Жюли Дельпи).